# Atriceps Island
Atriceps Island (spanska: Isla Larga) är en ö i Antarktis. Den ingår i ögruppen Sydorkneyöarna nordost om Antarktiska halvön. Argentina och Storbritannien gör anspråk på området.
Ön besöktes 1948-1949 av Falklands Islands Dependencies Survey som tillhör British Antarctic Survey och den blev under expeditionen uppkallad efter kejsarskarven (Phalacrocorax atriceps) som häckar på ön.